# Laubressel
Laubressel est une commune française, située dans le département de l'Aube en région Grand Est.

## Géographie
| Mesnil-Sellières |              | Dosches           |
| Bouranton        | Laubressel   |                   |
| Thennelières     | Courteranges | Lusigny-sur-Barse |

Jusqu'en 1553 le village avait deux écarts, les Babelins et la Gourière mais ne sont plus mentionnés sur l'atlas de Cassini. Au cadastre de 1852 se trouvent : les Babelins, Balangeons, Bois-l'Abbesse, la Brosse, Champigny, le Chemin-du-Pont-d'Argent, le Crottin-Roger, l'Étang-Neuf et le Petit, la Fontaine d'Amour, de Saint-Léon et celle aux-Agneaux, la Grande-Borne, Gourrière, Hucques, le Moulin-à-Vent, Nuisement, Planté, Presle, la Torche.

### Hydrographie
La commune est dans la région hydrographique « la Seine de sa source au confluent de l'Oise (exclu) » au sein du bassin Seine-Normandie. Elle est drainée par le Melda, le Fossé 01 des Comarches, le Fossé 01 du Bas Bois, le ru des Echelles et le ru Saint-Léon,.
Le Melda, d'une longueur de 12 km, prend sa source dans la commune  et se jette  dans la Barse à Pont-Sainte-Marie, après avoir traversé sept communes.

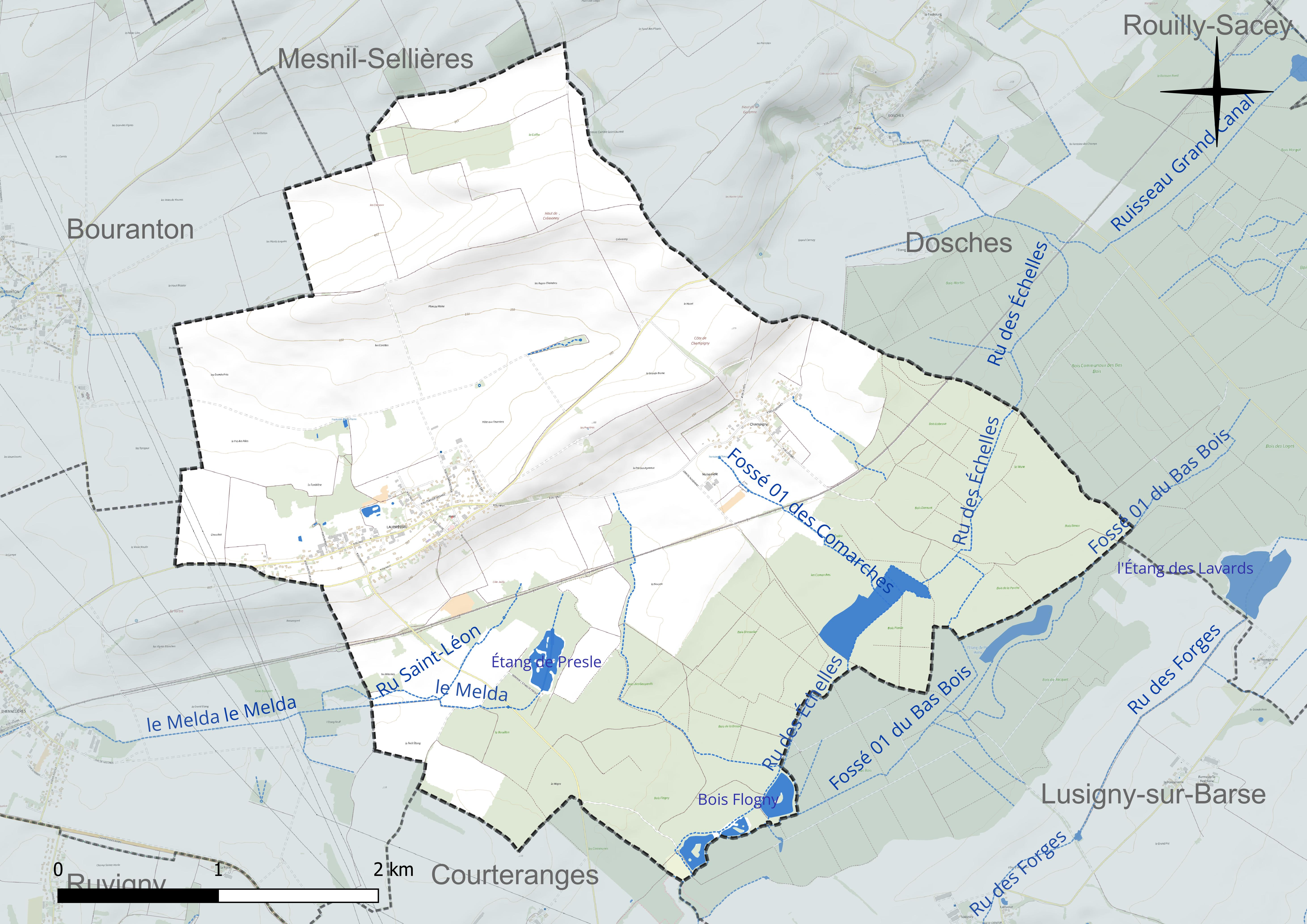
Réseau hydrographique de Laubressel.

Deux plans d'eau complètent le réseau hydrographique : le Bois Flogny (3,7 ha) et l'étang de Presle (4,4 ha),.

### Climat
Pour des articles plus généraux, voir Climat du Grand Est et Climat de l'Aube.
En 2010, le climat de la commune est de type climat océanique dégradé des plaines du Centre et du Nord, selon une étude du Centre national de la recherche scientifique s'appuyant sur une série de données couvrant la période 1971-2000. En 2020, Météo-France publie une typologie des climats de la France métropolitaine dans laquelle la commune est exposée à un climat océanique altéré et est dans la région climatique Lorraine, plateau de Langres, Morvan, caractérisée par un hiver rude (1,5 °C), des vents modérés et des brouillards fréquents en automne et hiver.
Pour la période 1971-2000, la température annuelle moyenne est de 10,6 °C, avec une amplitude thermique annuelle de 15,8 °C. Le cumul annuel moyen de précipitations est de 745 mm, avec 11,7 jours de précipitations en janvier et 8,1 jours en juillet. Pour la période 1991-2020, la température moyenne annuelle observée sur la station météorologique de Météo-France la plus proche, « Mesnil-Saint-Père », sur la commune de Mesnil-Saint-Père à 11 km à vol d'oiseau, est de 11,4 °C et le cumul annuel moyen de précipitations est de 772,6 mm. 
La température maximale relevée sur cette station est de 41 °C, atteinte le 25 juillet 2019 ; la température minimale est de −20,5 °C, atteinte le 2 janvier 1997,,.
Les paramètres climatiques de la commune ont été estimés pour le milieu du siècle (2041-2070) selon différents scénarios d'émission de gaz à effet de serre à partir des nouvelles projections climatiques de référence DRIAS-2020. Ils sont consultables sur un site dédié publié par Météo-France en novembre 2022.

## Urbanisme

### Typologie
Au 1er janvier 2024, Laubressel est catégorisée commune rurale à habitat dispersé, selon la nouvelle grille communale de densité à 7 niveaux définie par l'Insee en 2022.
Elle est située hors unité urbaine. Par ailleurs la commune fait partie de l'aire d'attraction de Troyes, dont elle est une commune de la couronne,. Cette aire, qui regroupe 209 communes, est catégorisée dans les aires de 200 000 à moins de 700 000 habitants,.

### Occupation des sols
L'occupation des sols de la commune, telle qu'elle ressort de la base de données européenne d’occupation biophysique des sols Corine Land Cover (CLC), est marquée par l'importance des territoires agricoles (63 % en 2018), une proportion sensiblement équivalente à celle de 1990 (63,6 %). La répartition détaillée en 2018 est la suivante :
terres arables (59,3 %), forêts (34,1 %), zones agricoles hétérogènes (3,7 %), zones urbanisées (2,9 %). L'évolution de l’occupation des sols de la commune et de ses infrastructures peut être observée sur les différentes représentations cartographiques du territoire : la carte de Cassini (XVIIIe siècle), la carte d'état-major (1820-1866) et les cartes ou photos aériennes de l'IGN pour la période actuelle (1950 à aujourd'hui).

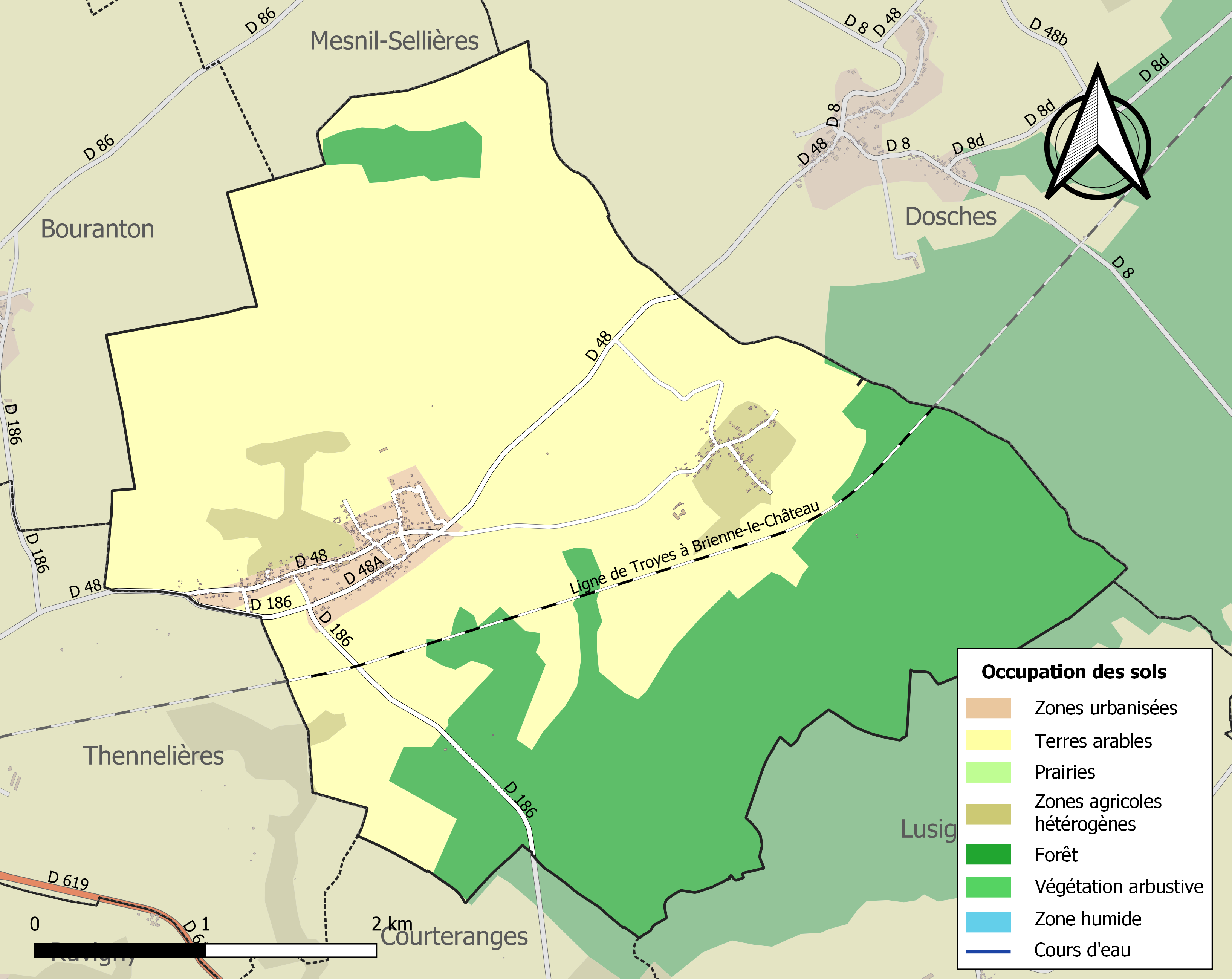
Carte des infrastructures et de l'occupation des sols de la commune en 2018 (CLC).

## Histoire
Le village était le siège d'une Mairie royale qui comprenait le village et ses hameaux. Les malades du village avaient le droit à deux places à l'Hôtel-Dieu de Troyes.
En 1789, il dépendait de l'intendance et de la généralité de Châlons, de l'élection et du bailliage de Troyes.
L'empereur Napoléon a combattu dans ce village le 3 mars 1814 dans le cadre de sa campagne de France. Ce combat d'arrière-garde opposa les forces françaises théoriquement commandées par le maréchal Mac Donald aux forces russo-austro-bavaroises du général de cavalerie Wrède (bavarois). Ce sont cependant, surtout les Russes qui s'opposeront aux Français sans commandement supérieur réel. Au pont de la Guillotière, le général Jacques Louis Dornier tomba au champ d'honneur. Le village donna son nom à la bataille.

### Champigny
C'était un hameau où l'abbaye Notre-Dame-aux-Nonnains avait la justice à la suite d'un don de Hugues, comte de Champagne. L'abbaye Notre-Dame de Larrivour y avait une grange citée dès le XIIe siècle dans son cartulaire. Clérambeau de Chappes faisait don de terres, cens et coutumes qu'il avait là à l'abbaye de Montiéramey en 1197.

## Politique et administration
| Période                                  | Période  | Identité            | Étiquette | Qualité      |
| ---------------------------------------- | -------- | ------------------- | --------- | ------------ |
| mars 2001                                | 2014     | M. Joël Hou         |           |              |
| mars 2014                                | mai 2020 | Mme Isabelle Robert | DVD       | Agricultrice |
| mai 2020                                 | En cours | Régis Thiénot       |           |              |
| Les données manquantes sont à compléter. |          |                     |           |              |

## Démographie
L'évolution du nombre d'habitants est connue à travers les recensements de la population effectués dans la commune depuis 1793. Pour les communes de moins de 10 000 habitants, une enquête de recensement portant sur toute la population est réalisée tous les cinq ans, les populations de référence des années intermédiaires étant quant à elles estimées par interpolation ou extrapolation. Pour la commune, le premier recensement exhaustif entrant dans le cadre du nouveau dispositif a été réalisé en 2007.

En 2022, la commune comptait 559 habitants, en évolution de +4,1 % par rapport à 2016 (Aube : +0,7 %, France hors Mayotte : +2,11 %).
| 1793 | 1800 | 1806 | 1821 | 1831 | 1836 | 1841 | 1846 | 1851 |
| ---- | ---- | ---- | ---- | ---- | ---- | ---- | ---- | ---- |
| 467  | 514  | 496  | 425  | 497  | 494  | 459  | 457  | 450  |

| 1856 | 1861 | 1866 | 1872 | 1876 | 1881 | 1886 | 1891 | 1896 |
| ---- | ---- | ---- | ---- | ---- | ---- | ---- | ---- | ---- |
| 424  | 400  | 402  | 390  | 382  | 339  | 363  | 339  | 335  |

| 1901 | 1906 | 1911 | 1921 | 1926 | 1931 | 1936 | 1946 | 1954 |
| ---- | ---- | ---- | ---- | ---- | ---- | ---- | ---- | ---- |
| 300  | 310  | 285  | 272  | 272  | 295  | 269  | 265  | 262  |

| 1962 | 1968 | 1975 | 1982 | 1990 | 1999 | 2006 | 2007 | 2012 |
| ---- | ---- | ---- | ---- | ---- | ---- | ---- | ---- | ---- |
| 228  | 267  | 239  | 258  | 279  | 329  | 396  | 406  | 498  |

| 2017 | 2022 | - | - | - | - | - | - | - |
| ---- | ---- | - | - | - | - | - | - | - |
| 539  | 559  | - | - | - | - | - | - | - |

## Lieux et monuments
- L'église Notre-Dame-de-l'Assomption de Laubressel du XVIe siècle sur une forme de croix latine ayant une abside à trois pans,
- Croix de cimetière de Laubressel, classée au titre des monuments historiques.

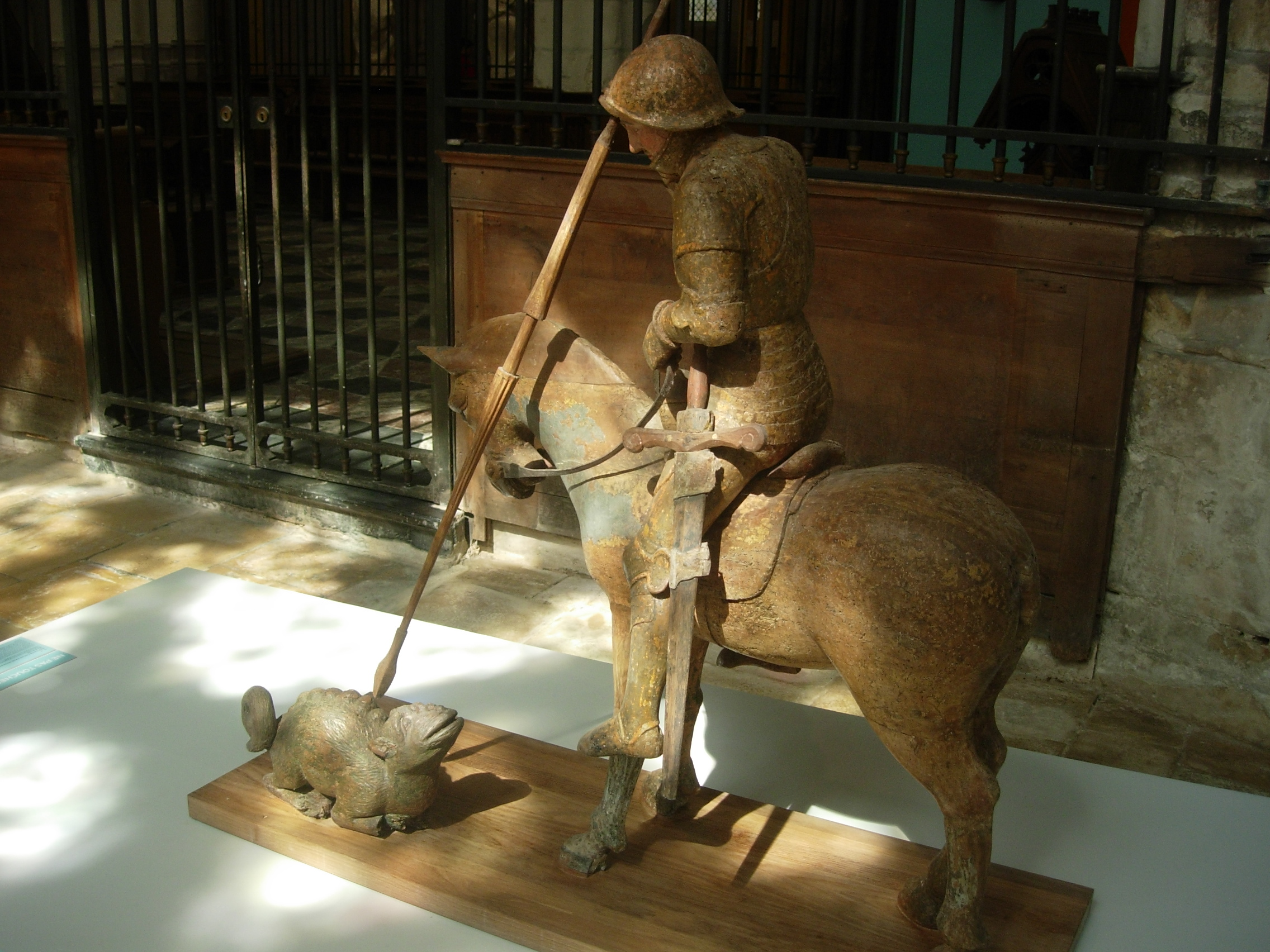
Saint Georges et le dragon présenté lors de l'exposition Le Beau XVIe siècle à Troyes.